# Moisés Sio Wong
Moisés Sio Wong (1939 – 11 de febrero de 2010) fue un militar cubano, General de Cuerpo de Ejército, miembro del Buró Político del Partido Comunista de Cuba. Fue uno de los tres generales revolucionarios de origen chino, al lado de Armando Choy Rodríguez y Gustavo Chui Beltrán.

## Actividades revolucionarias
Nació en San Pedro de Mayabón, municipio Los Arabos, en Provincia de Matanzas, Cuba, siendo hijo de padre chino y madre cubana. En 1947 su familia se mudó a La Habana ya que su padre sufrió un derrame cerebral. En la capital su familia puso una cafetería, para luego ingresar al Instituto de La Habana, donde comenzó sus actividades revolucionarias junto con Antonio Ñico López Fernández y Gerardo Abreu. Con ellos, repartió propaganda y pintó paredes, hasta que Fontán decidió que fuera a la Sierra Maestra. Permaneció 4 meses escondido en Bayamo, haciéndose pasar por el sobrino de un chino que tenía una lavandería, hasta que logró subir en noviembre de 1957. En Alto de la Jeringa, por Santo Domingo, en la casa del arriero Jacinto Peñate, se encontró con Fidel Castro.
Fue remitido a la escuadra del médico Julio Martínez Páez, hasta que pidió su traslado, siendo enviado con Crescencio Pérez, con el que estuvo un mes. Fue enviado en comisión para convencer a Fontán y a Sergio González de ir a la Sierra Maestra, y a pesar de que el primero fue asesinado se reunió con González, quien no se quiso ir, anteponiendo su cargo Jefe de Acción y Sabotaje. El llamado Curita fue asesinado semanas después.
En la Comandancia de la Plata, Fidel lo nombró Jefe de las Reservas Estratégicas de la Sierra Maestra, hasta que fue destituido del cargo por el mismo Fidel.
Cuando comenzó la ofensiva guerrillera, fue enviado junto con Santiago Armada con una mina y un detonador, mismo que era el último que quedaba en la reserva, hacia donde se encontraba el pelotón de Ramón Paz, con el fin de  impedir el paso del refuerzo que el ejército había mandado en poyo a las tropas del Comandante José Quevedo que se encontraban cercadas entre la costa y el Jigüe.
Posteriormente se incorporó a la escuadra de Joel Pardo, que estaba bajo las órdenes de Ernesto Guevara, participando en los combates de Casa de Piedra, Providencia y Sao Grande, hasta que se creó la Columna 8 Ciro Redondo en Las Mercedes, con la que fue parte de la invasión a Occidente.

## Triunfo de la Revolución cubana
Al triunfo de la Revolución cubana, fue ascendido a Primer Teniente en los primeros días de enero de 1959. Fue fundador de la policía militar, que se encargaba de la disciplina en el ejército. Prestó servicios en San Julián, donde se organizó la Escuela de Policía Rural Revolucionaria, hasta que en 1965 fue designado ayudante del Ministro de las Fuerzas Armadas Raúl Castro por siete años. Fue jefe del Instituto Nacional de Reservas Estatales y Presidente de la Asociación de Amistad Cubano-China.